# Moosflora der Harzes
Moosflora der Harzes (abreviado Moosfl. Harz.) es un libro con ilustraciones y descripciones botánicas que fue escrito por  Leopold Loeske y publicado en el año 1903.